# Salticidae
Aranha-saltadora, aranha de parede ou papa-moscas é a família mais numerosa de aranhas, contando com mais de 500 gêneros e cerca de 5 000 espécies (cerca de 13% das espécies conhecidas de aranhas), conhecidas popularmente como aranhas-saltadoras ou aranhas papa-moscas, com distribuição quase mundial. Estas aranhas não fazem teia para caçar, mas ficam à espera, saltando rapidamente sobre a presa. Após a caça, aprisionam a presa a uma teia específica e muito resistente. Elas podem saltar também para se movimentarem ou para fugir dos predadores. Possuem uma teia mais resistente e são o tipo de aranhas mais rápida e ágil do reino dos aracnídeos. Tendo uma resistência muito melhor do que a de outros aracnídeos, é um tipo de aranha muito resistente. As aranhas-saltadoras ou aranhas papa-moscas têm um veneno mais poderoso que o de outras aranhas (dependendo da espécie).

## Anatomia
As aranhas-saltadoras tem os olhos mais desenvolvidos e complexos de todos os artrópodes. Elas também são as únicas aranhas que podem ver faixas de cores. A maioria das aranhas geralmente não consegue ver além de uma distância de alguns centímetros. Usando centenas de pelos existentes no final de cada perna, que apresentam em suas pontas, minúsculos pontas, o que dão a Aranha-Papa-Mosca fricção a todos tipos de ângulos.

## Veneno e alimentação
Apesar de seu veneno ser letal para suas presas, em humanos ele é considerado pouco prejudicial, podendo causar apenas irritação na pele e reações alérgicas em algumas pessoas. Se conhece pouquíssimos casos fatais pela picada desta aranha (As aranhas Salticidae apenas irão morder humanos caso pressionadas). Se alimentam basicamente de pequenos insetos e de outras aranhas.

## Reprodução
O período de reprodução das aranhas Salticidae acontece do Outono até a Primavera. A fêmea constrói um saco incubatório com sua seda em local escondido(escuro e apertado) e deposita dentro deste, de 25 até 40 ovos. O período de incubação dos ovos dura cerca de 3 semanas e nascidos, os filhotes já saem totalmente independentes. 

## Ação no ecossistema
As aranhas da família Salticidae, por se alimentarem de insetos indesejados (mosquitos e moscas, por exemplo), e até de aranhas potencialmente perigosas ao ser humano (aranha-marrom e viúva negra, por exemplo) ajudam no controle destes animais em nossas casas.

## Sistemática
- Lista de gêneros da família Salticidae
- Lista de espécies da família Salticidae